# スーザン・クーリッジ
スーザン・クーリッジ（Susan Coolidge, 1835年1月25日-1905年4月9日）は、アメリカ合衆国の作家。本名はサラ・チョーンシー・ウールジー（Sarah Chauncy Woolsey）。

## 概略
アメリカ合衆国オハイオ州クリーブランド生まれ。教養の深い裕福な家庭の6人兄妹の長女として育つ。若い頃から物語や詩を好んで書いていた。クリーブランドの私立学校、その後はニューハンプシャーの寄宿学校で学ぶ。南北戦争の間は看護婦として働き、父親の死後はヨーロッパで2年過ごしたのち帰国し、ロードアイランド州ニューポートに転居した。
1870年より本格的な作家活動をはじめ、1871年に最初の本『A New Year's Bargain』を出版。1872年の第2作『What Katy Did』で名声を博し、その続編も書いた。ルイザ・メイ・オルコットと年が近く親しかった。生涯独身だった。

## ケティ・シリーズ
ケティ・シリーズは全部で5冊あり、6人の兄妹たちが活躍する自伝的な作品となっている。日本では『ケティ物語』のタイトルで第二次世界大戦前から親しまれてきた。
- What Katy Did, 1872
- What Katy Did at School, 1873
- What Katy Did Next, 1886
- Clover, 1888
- In the High Valley, 1890

## 日本語訳
※再話を含む。
- 『ケティー物語 : 家庭の巻』 松原至大編、富山房、1937年[5][注釈 1]
- 『ケティー物語 学校の巻』 松原至大編、富山房、1937年[6]
- 『ケティー物語 その後の巻』 松原至大編、富山房、1938年[7]
- 『ケーティ : 一少女の家庭生活』 尾高京子訳、岩波書店、1938年[8]
- 『ケティー物語 家庭の巻』 松原至大編、富山房、1949年[9]
- 『ケティー物語 学校の巻』 松原至大訳、富山房、1949年[10]
- 『ケティー物語 その後の巻』 松原至大訳、富山房、1949年[11]
- 『ケーティ : 一少女の家庭生活』 尾高京子訳、三笠書房〈世界文学選書〉、1951年[12]
- 『ケティー物語』 戸川エマ訳、松田文雄絵、主婦之友社〈少年少女名作家庭文庫〉、1951年[13]
- 『少女ケティ物語』 カバヤ児童文化研究所 編、カバヤ児童文化研究所、1953年9月[14]
- 『ケティー物語』 富沢有為男著、田村耕介絵、偕成社〈世界名作文庫〉、1953年[15]
- 『ケーティ : 一少女の家庭生活』 尾高京子訳、三笠書房〈若草文庫〉、1953年[16]
- 『ケティお嬢さん』 堀寿子編、渡辺郁子絵、黎明社〈世界名作物語〉、1954年[17]
- 『ケティーお嬢さん』 山本藤枝著、日向房子絵. ポプラ社〈世界名作物語〉、1955年[18]
- 『ケーティ』 尾高京子訳、三笠書房〈若草文庫 ポケットサイズ〉、1956年[19]
- 『高校生ケーティ』 青木一夫訳、三笠書房〈若草文庫 ポケットサイズ〉、1956年[20]
- 『高校生ケーティ』 中村能三訳、秋元書房、1956年[21]
- 『少女ケティ』 沢田光子文、中条顕絵、日本書房〈学級文庫〉、1956年[22]
- 『少女ケティー』 松原至大著、谷俊彦絵、講談社〈世界名作全集〉、1956年[23]
- 『ケーティの青春』 青木一夫訳、三笠書房〈若草文庫〉、1958年[24]
- 『ケティー物語』 三木澄子編著、いわさきちひろ絵、偕成社、1960年[25]
- 『少女ケティ』 伊沢節子文、中条顕絵、日本書房〈学年別世界児童文学全集〉、1961年[26]
- 『少女ケティ』 伊沢節子文、中条顕絵、日本書房〈学級文庫の二、三年文庫〉、1965年[27]
- 『ケティーは何をしたか』 内田庶訳、武部本一郎絵、講談社〈講談社マスコット文庫〉、1967年[28]
- 『ケティー物語』 富沢有為男文、田村耕介絵、偕成社〈少年少女世界の名作〉、1967年[29]
- 『ケティー物語』 三木澄子編著、武部本一郎絵、偕成社〈少女名作シリーズ〉、1973年[30]
- 『少年少女世界の名作 アメリカ編6 ケティ物語ほか』二反長半文、花村えい子絵、小学館〈少年少女世界の名作〉、1974年[31]
- 『ケティ物語』 山主敏子作、新井苑子絵、集英社〈マーガレット文庫 世界の名作〉、1976年2月[32]
- 『少女ケティ』 伊沢節子文、中条顕さしえ、日本書房〈小学文庫〉、1978年11月[33]
- 『ケティ物語』 山下喬子訳・文、ぎょうせい〈少年少女世界名作全集〉、1983年1月[34]
- 『ケティ物語』 岡本浜江訳、小学館〈フラワーブックス〉、1983年8月[35]
- 『すてきなケティ』 山主敏子文、青山みるく絵、ポプラ社文庫、1986年11月[36]
- 『すてきなケティの寮生活』 山主敏子文、ポプラ社文庫、1987年5月[37]
- 『すてきなケティのすてきな旅行』 山主敏子文、ポプラ社文庫、1987年12月 [38]
- 『すてきなケティのすてきな妹』 山主敏子文、ポプラ社文庫、1988年5月 [39]
- 『ケティ物語』 山下喬子訳・文、ぎょうせい〈新装少年少女世界名作全集〉、1995年、ISBN 4-324-04340-X
- 『あしながおじさん : 同時収録『ケティ物語』』 新星出版社編集部編、新星出版社〈トキメキ夢文庫〉、2016年9月、ISBN 978-4405072305